# Zhejiang Nanzi Paiqiu Dui 2014-2015
Questa voce raccoglie le informazioni riguardanti lo Zhejiang Nanzi Paiqiu Dui nelle competizioni ufficiali della stagione 2014-2015.

## Organigramma societario
Area tecnica
- Allenatore: Wang Hebing

## Rosa
| N° | Nome         | Ruolo | Data di nascita   | Nazionalità sportiva |
| -- | ------------ | ----- | ----------------- | -------------------- |
| 1  | Xu Xiaobing  | C     | 25 luglio 1990    | Cina                 |
| 2  | Ren Junbo    | C     | 17 luglio 1996    | Cina                 |
| 3  | Bian Hongmin | C     | 22 settembre 1988 | Cina                 |
| 4  | Wang Chuanqi | S/O   | 18 gennaio 1996   | Cina                 |
| 5  | Wang Zhiru   | P     | 16 febbraio 1995  | Cina                 |
| 6  | Li Yiyang    | C     | 22 febbraio 1994  | Cina                 |
| 7  | Xu Xiantao   | P     | 31 gennaio 1993   | Cina                 |
| 8  | Chen Leiyang | P     | 7 gennaio 1999    | Cina                 |
| 9  | Wu Hao       | S/O   | 17 settembre 1992 | Cina                 |
| 10 | Sun Mingjie  | L     | 2 novembre 1994   | Cina                 |
| 11 | Zhu Zhiyuan  | S     | 18 febbraio 1996  | Cina                 |
| 12 | Chen Mingyao | L     | 8 gennaio 1995    | Cina                 |
| 13 | Lin Shanfu   | S     | 11 gennaio 1994   | Cina                 |
| 14 | Wu Yawei     | S/O   | 1º giugno 1995    | Cina                 |
| 15 | Jin Zhihong  | S     | 10 febbraio 1993  | Cina                 |
| 16 | Liu Dewei    | C     | 3 aprile 1995     | Cina                 |
| 17 | Jiang Xian   | P     | 23 gennaio 1996   | Cina                 |
| 18 | Wang Fenglei | S/O   | 2 maggio 1991     | Cina                 |
| 19 | Cai Chenzhou | P     | 15 maggio 1998    | Cina                 |
| 20 | Zhang Qinyan | S     | 15 maggio 1996    | Cina                 |

## Mercato
| Acquisti | Acquisti     | Acquisti | Acquisti |
| R.       | Nome         | da       | Modalità |
| -------- | ------------ | -------- | -------- |
| C        | Ren Junbo    | ?        | ?        |
| P        | Chen Leiyang | ?        | ?        |
| P        | Cai Chenzhou | ?        | ?        |
| S        | Zhang Qinyan | ?        | ?        |

| Cessioni | Cessioni      | Cessioni | Cessioni |
| R.       | Nome          | a        | Modalità |
| -------- | ------------- | -------- | -------- |
| C        | Wang Hao      | ?        | ?        |
| S/O      | Wang Luchao   | ?        | ?        |
| L        | Shao Guanglei | ?        | ?        |
| L        | Jiang Qiu     | ?        | ?        |

## Risultati

### Volleyball League A

#### Regular season

##### Prima fase
| 1ª giornata - 16 novembre 2014 Shaoxing City Gymnasium, Shaoxing            | Zhejiang | 1 - 3 | Bayi     | 17-25, 25-22, 20-25, 16-25        |
| 2ª giornata - 20 novembre 2014 Shaoxing City Gymnasium, Shaoxing            | Zhejiang | 2 - 3 | Henan    | 25-21, 21-25, 25-20, 23-25, 12-15 |
| 3ª giornata - 23 novembre 2014 University of Technology Gymnasium, Nanchino | Jiangsu  | 3 - 0 | Zhejiang | 25-17, 25-21, 25-17               |
| 4ª giornata - 27 novembre 2014 Shaoxing City Gymnasium, Shaoxing            | Zhejiang | 0 - 3 | Beijing  | 26-28, 21-25, 21-25               |
| 5ª giornata - 30 novembre 2014 Shijiazhuang Zhongshan Stadium, Shijiazhuang | Hebei    | 0 - 3 | Zhejiang | 21-25, 19-25, 22-25               |
| 6ª giornata - 4 dicembre 2014 Huaibei Stadium, Huaibei                      | Bayi     | 3 - 0 | Zhejiang | 25-13, 25-20, 25-22               |
| 7ª giornata - 7 dicembre 2014 Xuchang College Gymnasium, Xuchang            | Henan    | 3 - 0 | Zhejiang | 25-23, 25-22, 25-18               |
| 8ª giornata - 11 dicembre 2014 Shaoxing City Gymnasium, Shaoxing            | Zhejiang | 3 - 0 | Jiangsu  | 25-22, 25-20, 25-16               |
| 9ª giornata - 14 dicembre 2014 Shaoxing City Gymnasium, Shaoxing            | Zhejiang | 3 - 0 | Hebei    | 29-27, 25-22, 25-22               |
| 10ª giornata - 18 dicembre 2014 Glory Stadium, Pechino                      | Beijing  | 0 - 3 | Zhejiang | 16-25, 16-25, 20-25               |

##### Seconda fase
| 11ª giornata - 21 dicembre 2014 Shaoxing City Gymnasium, Shaoxing           | Zhejiang  | 3 - 1 | Liaoning  | 21-25, 25-22, 25-16, 25-16        |
| 12ª giornata - 25 dicembre 2014 Shaoxing City Gymnasium, Shaoxing           | Zhejiang  | 3 - 0 | Guangdong | 29-27, 25-23, 32-30               |
| 13ª giornata - 28 dicembre 2014 Liao Stadium, Liaoyang                      | Liaoning  | 3 - 0 | Zhejiang  | 25-19, 25-21, 25-20               |
| 14ª giornata - 1º gennaio 2015 Guangzhou Sport University Gymnasium, Canton | Guangdong | 3 - 2 | Zhejiang  | 19-25, 25-19, 25-22, 22-25, 15-11 |

## Statistiche

### Statistiche di squadra
| Competizione        | Punti | In casa | In casa | In casa | In trasferta | In trasferta | In trasferta | Totale | Totale | Totale |
| Competizione        | Punti | G       | V       | P       | G            | V            | P            | G      | V      | P      |
| ------------------- | ----- | ------- | ------- | ------- | ------------ | ------------ | ------------ | ------ | ------ | ------ |
| Volleyball League A | 13    | 7       | 4       | 3       | 7            | 2            | 5            | 14     | 6      | 8      |
| Totale              | -     | 7       | 4       | 3       | 7            | 2            | 5            | 14     | 6      | 8      |

G = partite giocate; V = partite vinte; P = partite perse

### Statistiche dei giocatori
| Giocatore | Volleyball League A | Volleyball League A | Volleyball League A | Volleyball League A | Volleyball League A | Totale | Totale | Totale | Totale | Totale |
| Giocatore | P                   | PT                  | AV                  | MV                  | BV                  | P      | PT     | AV     | MV     | BV     |
| --------- | ------------------- | ------------------- | ------------------- | ------------------- | ------------------- | ------ | ------ | ------ | ------ | ------ |
| Bian H.   | ?                   | ?                   | ?                   | ?                   | ?                   | ?      | ?      | ?      | ?      | ?      |
| Cai C.    | ?                   | ?                   | ?                   | ?                   | ?                   | ?      | ?      | ?      | ?      | ?      |
| Chen L.   | ?                   | ?                   | ?                   | ?                   | ?                   | ?      | ?      | ?      | ?      | ?      |
| Chen M.   | ?                   | ?                   | ?                   | ?                   | ?                   | ?      | ?      | ?      | ?      | ?      |
| Jiang X.  | ?                   | ?                   | ?                   | ?                   | ?                   | ?      | ?      | ?      | ?      | ?      |
| Jin Z.    | ?                   | 195                 | 164                 | 18                  | 13                  | ?      | 195    | 164    | 18     | 13     |
| Lin S.    | ?                   | ?                   | ?                   | ?                   | ?                   | ?      | ?      | ?      | ?      | ?      |
| Liu D.    | ?                   | ?                   | ?                   | ?                   | ?                   | ?      | ?      | ?      | ?      | ?      |
| Li Y.     | ?                   | ?                   | ?                   | ?                   | ?                   | ?      | ?      | ?      | ?      | ?      |
| Ren J.    | ?                   | ?                   | ?                   | ?                   | ?                   | ?      | ?      | ?      | ?      | ?      |
| Sun M.    | ?                   | ?                   | ?                   | ?                   | ?                   | ?      | ?      | ?      | ?      | ?      |
| Wang C.   | ?                   | ?                   | ?                   | ?                   | ?                   | ?      | ?      | ?      | ?      | ?      |
| Wang F.   | ?                   | ?                   | ?                   | ?                   | ?                   | ?      | ?      | ?      | ?      | ?      |
| Wang Z.   | ?                   | ?                   | ?                   | ?                   | ?                   | ?      | ?      | ?      | ?      | ?      |
| Wu H.     | ?                   | 171                 | 152                 | 15                  | 4                   | ?      | 171    | 152    | 15     | 4      |
| Wu Y.     | ?                   | ?                   | ?                   | ?                   | ?                   | ?      | ?      | ?      | ?      | ?      |
| Xu XT.    | ?                   | ?                   | ?                   | ?                   | ?                   | ?      | ?      | ?      | ?      | ?      |
| Xu XB.    | ?                   | ?                   | ?                   | ?                   | ?                   | ?      | ?      | ?      | ?      | ?      |
| Zhang Q.  | ?                   | ?                   | ?                   | ?                   | ?                   | ?      | ?      | ?      | ?      | ?      |
| Zhu Z.    | ?                   | ?                   | ?                   | ?                   | ?                   | ?      | ?      | ?      | ?      | ?      |

P = presenze; PT = punti totali; AV = attacchi vincenti; MV = muri vincenti; BV = battute vincenti